# Emmanuel Korir
Emmanuel Kipkurui Korir (15 giugno 1995) è un mezzofondista e velocista keniota.

## Biografia
Nel 2017 ha raggiunto la semifinale degli 800 metri piani ai campionati del mondo di Londra, senza però riuscire ad approdare in finale. 
Nel 2018 ha raggiunto la prima posizione in quattro meeting della Diamond League, che l'ha visto vincitore nella classifica finale della specialità degli 800 metri piani. Lo stesso anno ha anche conquistato il titolo di campione nazionale del Kenya nei 400 metri piani.
Nel 2019 ha conquistato la medaglia d'oro nei 400 metri piani ai Giochi panafricani di Nairobi e, sulla medesima distanza, si è classificato sesto ai mondiali di Doha dello stesso anno.
Nel 2021 ha preso parte ai Giochi olimpici di Tokyo, dove ha gareggiato nei 400 metri piani, fermandosi alle batteria di qualificazione, e gli 800 metri piani, gara nella quale si è laureato campione olimpico.

## Progressione

### 400 metri piani
| Stagione | Tempo | Luogo   | Data      | Rank. Mond. |
| -------- | ----- | ------- | --------- | ----------- |
| 2022     | 44"87 | Nairobi | 24-6-2022 | 23º         |
| 2021     | 45"29 | Walnut  | 9-5-2021  | 50º         |
| 2019     | 44"37 | Doha    | 2-10-2019 | 10º         |
| 2018     | 44"21 | Nairobi | 23-6-2018 | 6º          |
| 2017     | 44"53 | El Paso | 14-5-2017 | 13º         |

### 800 metri piani
| Stagione | Tempo   | Luogo   | Data      | Rank. Mond. |
| -------- | ------- | ------- | --------- | ----------- |
| 2023     | 1'47"71 | Parigi  | 9-6-2023  |             |
| 2022     | 1'43"26 | Zurigo  | 8-9-2022  | 1º          |
| 2021     | 1'43"04 | Monaco  | 9-7-2021  | 2º          |
| 2019     | 1'43"69 | Zurigo  | 29-8-2019 | 8º          |
| 2018     | 1'42"05 | Londra  | 22-7-2018 | 1º          |
| 2017     | 1'43"10 | Monaco  | 21-7-2017 | 1º          |
| 2016     | 1'46"94 | Nairobi | 28-5-2016 | 136º        |

## Palmarès
| Anno | Manifestazione          | Sede       | Evento      | Risultato  | Prestazione | Note                                     |
| ---- | ----------------------- | ---------- | ----------- | ---------- | ----------- | ---------------------------------------- |
| 2017 | Mondiali                | Londra     | 800 m piani | Semifinale | 1'46"08     |                                          |
| 2019 | Giochi panafricani      | Nairobi    | 400 m piani | Oro        | 44"55       |                                          |
| 2019 | Mondiali                | Doha       | 400 m piani | 6º         | 44"94       |                                          |
| 2019 | Mondiali                | Doha       | 800 m piani | Semifinale | 1'45"19     |                                          |
| 2021 | Giochi olimpici         | Tokyo      | 400 m piani | Batteria   | dq          |                                          |
| 2021 | Giochi olimpici         | Tokyo      | 800 m piani | Oro        | 1'45"06     |                                          |
| 2022 | Mondiali                | Eugene     | 800 m piani | Oro        | 1'43"71     | Miglior prestazione personale stagionale |
| 2022 | Giochi del Commonwealth | Birmingham | 400 m piani | Batteria   | dq          |                                          |
| 2023 | Mondiali                | Budapest   | 800 m piani | Batteria   | 1'46"78     | Miglior prestazione personale stagionale |

## Campionati nazionali
- 1 volta campione keniota assoluto dei 400 metri piani (2018)

2016
- 8º ai campionati kenioti assoluti, 800 m piani - 1'46"94

2018
- Oro ai campionati kenioti assoluti, 400 m piani - 44"21

## Altre competizioni internazionali
2017
- Oro all'Herculis ( Monaco), 800 m piani - 1'43"10

2018
- Oro al Doha Diamond League ( Doha), 800 m piani - 1'45"21
- Oro al Prefontaine Classic ( Eugene), 800 m piani - 1'45"16
- Oro ai London Anniversary Games ( Londra), 800 m piani - 1'42"05
- Oro al Birmingham Grand Prix ( Birmingham), 800 m piani - 1'42"79
- Oro in Coppa continentale di atletica leggera ( Ostrava), 800 m piani - 1'46"50
- Vincitore della Diamond League nella specialità degli 800 m piani

2019
- Argento al Doha Diamond League ( Doha), 800 m piani - 1'44"50
- Argento al Meeting international Mohammed VI ( Rabat), 800 m piani - 1'45"60
- Bronzo all'Athletissima ( Losanna), 800 m piani - 1'44"01
- 8º ai London Anniversary Games ( Londra), 800 m piani - 1'44"75
- 4º al Weltklasse Zürich ( Zurigo), 800 m piani - 1'43"69

2021
- Argento all'Herculis ( Monaco), 800 m piani - 1'43"04
- Argento all'Athletissima ( Losanna), 800 m piani - 1'44"62
- Vincitore della Diamond League nella specialità degli 800 m piani

2022
- 5º al Bauhaus-Galan ( Stoccolma), 800 m piani - 1'45"85
- Oro al Weltklasse Zürich ( Zurigo), 800 m piani - 1'43"26
- Vincitore della Diamond League nella specialità degli 800 m piani

2023
- 10º al Meeting de Paris ( Parigi), 800 m piani - 1'47"71
- 8º al Bauhaus-Galan ( Stoccolma), 800 m piani - 1'48"96